# Kennkarte
La kennkarte era il documento di identità in uso durante il Terzo Reich in Germania e nei territori annessi e occupati. Fu introdotta nel luglio 1938. Di solito veniva rilasciata tramite il distretto di polizia e riportava i timbri dell'ufficio emittente e del funzionario incaricato. La riceveva ogni cittadino tedesco maschio di età pari o superiore a 18 anni e ogni cittadino ebreo (sia maschio che femmina), bisognava esibirla quando richiesto dai funzionari.

## Descrizione

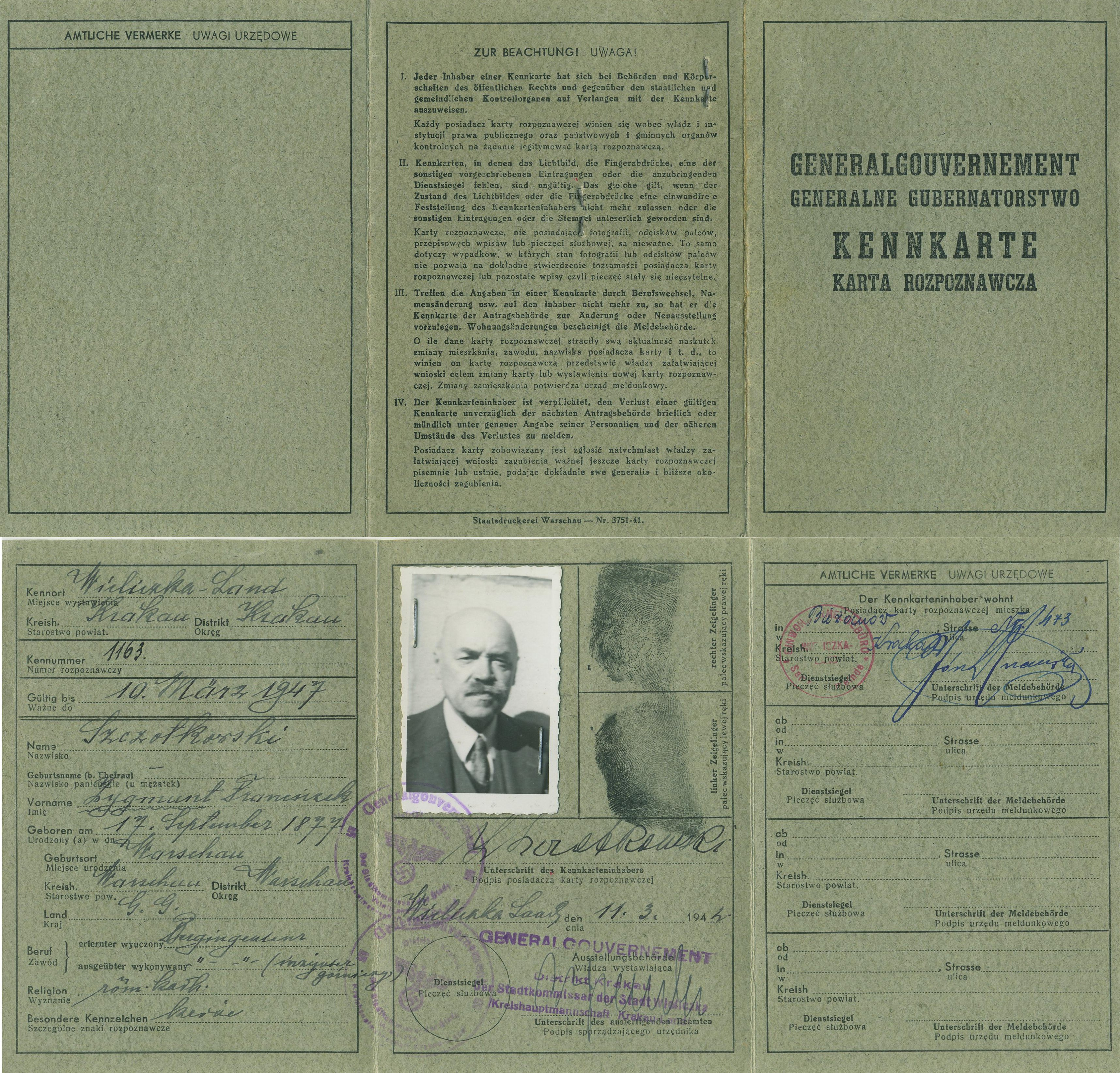
Una Kennkarte rilasciata dalle autorità tedesche a un cittadino polacco

La kennkarte era un foglio di cartoncino di circa 30 x 14 cm. Aveva due pieghe parallele e testo su entrambi i lati, risultando così un documento di sei pagine, con ogni pagina che misurava 10 x 14 cm. Il colore della kennkarte dipendeva dall'etnia: grigio per i polacchi, giallo per gli ebrei e rom, azzurro per i russi, ucraini, bielorussi, georgiani e Goralenvolk. Inoltre, ogni etnia era contrassegnata dalla lettera iniziale del suo nome in tedesco (Juden, Weissrussen, Zigeuner, ecc.): J per gli ebrei, U per gli ucraini, R per i russi, W per i bielorussi, K per i georgiani, G per i Goralenvolk, Z per i rom (zingari).

## Uso nei territori occupati
Dopo l'inizio della seconda guerra mondiale la Germania nazista cominciò a rilasciare le kennkarte ai cittadini dei paesi conquistati, come la Polonia occupata. Furono rilasciate ai residenti di età pari o superiore a 15 anni; spesso venivano fabbricate dalla resistenza polacca.
Nelle prime settimane dell'occupazione tedesca della Polonia per l'identificazione delle persone venivano usati i documenti prebellici emessi dalla Seconda Repubblica di Polonia. Il 26 ottobre 1939, a seguito di un decreto di Hans Frank, fu introdotta la kennkarte, ma per questioni legali le prime carte furono consegnate solo a giugno del 1941. Le autorità tedesche continuarono ad emetterle fino al 1943. 
Per ricevere una kennkarte, il richiedente doveva compilare una domanda e fornire alcuni documenti come certificato di nascita, carta d'identità polacca prebellica e certificato di matrimonio (in casi specifici). I cittadini polacchi di etnia appropriata dovevano fare una dichiarazione formale di appartenenza alla razza ariana. Dopo la consegna della carta ai richiedenti venivano rilevate le impronte digitali. Poiché l'espletamento della procedura coinvolgeva i funzionari polacchi, le carte venivano spesso contraffatte, il che consentiva ai membri dell'esercito nazionale e agli ebrei polacchi di ottenere una nuova identità. Inoltre, nella Polonia occupata operavano tipografie clandestine che producevano le kennkarte. Le carte erano disponibili sul mercato nero al prezzo di 500 zloty. Secondo la Gestapo, nel 1943 a Varsavia circolavano fino a 150.000 carte false. L'Esercito nazionale stimò che alla fine del 1942 circa il 10% dei residenti del governo generale aveva una kennkarte falsa.
Altri documenti importanti nella Polonia occupata dai nazisti includevano:
- Ausweis, Arbeitskarte, Bescheinigung - rilasciata dal luogo di lavoro
- Erlaubniskarte - rilasciata per gli operatori dello spettacolo (attori e affini)

## Fonti
- History of Kennkarte, su sztetl.org.pl. Ospitato su Virtual Shtetl.
- Aryan papers, su sztetl.org.pl.